# Aurée
Pour les articles homonymes, voir Aurée (homonymie).
 (juillet 2008).
Si vous disposez d'ouvrages ou d'articles de référence ou si vous connaissez des sites web de qualité traitant du thème abordé ici, merci de compléter l'article en donnant les références utiles à sa vérifiabilité et en les liant à la section « Notes et références ».
Aurée ou saint Aurée ou Aureus (° ? - † 450) était évêque du diocèse de Mayence.
C'est un saint chrétien fêté le 16 juin.

## Histoire et tradition
Si les dates de Saint Aurée sont inconnues, plusieurs légendes racontent les détails de sa vie. Il était évêque de Mayence au Ve siècle et a souffert le martyre sous les Huns. Aureus est traditionnellement un saint vénéré dans le diocèse de Mayence. L'église Saint Aureus, à Mayence, où se trouve sa sépulture, lui a été dédiée. Il s’agit probablement d’un des plus anciens lieux de culte chrétien utilisé en permanence. Après que les Huns eurent conquis la ville, l’époque de la Mayence romaine fut révolue. Les Francs prirent le pouvoir et incorporèrent Mayence à leur empire jusqu'à la fin du Ve siècle.
Les reliques de Saint Aurée ont été translatées en 805 ou en 935 à l'abbaye Saint-Alban devant Mayence et à Heiligenstadt. L'église Saint-Hilaire où il était inhumé dans la vallée du Zahlbach a été rebaptisée Saint-Aurée (Aureuskirche) en son honneur. La chapelle qui fut édifiée par la suite à cet emplacement était encore debout lorsqu’en février 1945 elle fut détruite par les bombardements alliés.

## Culte
Saint Aurée est fêté le 16 juin dans les Églises catholique et orthodoxe.
Ses reliques sont vénérées à Mayence, Zahlbach, Heiligenstadt et Oberursel-Bommersheim.
En outre, il est le patron de la ville d'Heiligenstadt.

## Sources
1. ↑  Hans Werner Nopper, Die vorbonifatianischen Mainzer Bischöfe: eine kritische Untersuchung der Quellen zu den Anfängen des Bistums Mainz und zur Zuverlässigkeit der Bischofslisten, Books on Demand, 2001 (ISBN 978-3-8311-2429-9)

- Charles Clémencet, « Saint Auré », dans L'Art de vérifier les dates, t. 15, Paris, Valade, 1819 (lire en ligne), p. 73
- Hans Werner Nopper, Die vorbonifatianischen Mainzer Bischöfe, Books on Demand, Norderstedt 2001,  (ISBN 3-8311-2429-9)